# Норт, Фрэнк
Фрэнк Джо́шуа Норт (англ. Frank Joshua North; 1840—1885) — офицер армии США, переводчик и госслужащий в агентстве пауни.

## Биография
Родился в штате Нью-Йорк в марте 1840 года. В 1861 году был принят на работу в агентство пауни, Небраска, в качестве переводчика, свободно говорил на языке пауни, кроме того, владел языком жестов. Фрэнк Норт дружил с индейцами пауни, ферма семьи Нортов располагалась недалеко от индейской резервации. Он часто ходил на охоту вместе с ними, выучил их язык и обычаи. В 1864 году принят на службу в армию США, ему присвоено звание лейтенанта. В том же году сотня скаутов пауни под его руководством отличилась в боях с сиу. В 1865 году получает звание капитана, а весной 1867 года майора. Участник многих боёв с шайеннами и сиу, двенадцать лет был командиром батальона скаутов пауни, принимавшем участие во многих кампаниях против враждебных индейцев. Является самым известным руководителем этого подразделения. Сами пауни преданно любили Фрэнка Норта и называли его Вождём Пауни и Белым Волком. Имел репутацию отменного стрелка, в битве на Саммит-Спрингс Фрэнк Норт убил известного вождя южных шайеннов Высокого Бизона.
После того, как батальон был расформирован в 1877 году, оставил службу и вместе со своим братом Лютером и известным разведчиком Баффало Биллом стал заниматься разведением скота на ранчо в Небраске. После продажи ранчо в 1882 году участвовал в шоу «Дикий Запад». Был серьёзно ранен в результате несчастного случая в 1884 году в Коннектикуте и спустя полгода умер в Колумбусе, Небраска.